# Bois-Seigneur-Isaacの聖体の奇跡
Bois-Seigneur-Isaacの聖体の奇跡は、1384年にベルギーのBois-Seigneur-Isaacで起こったとされる聖体の奇跡の事である。

## 概要
1405年6月2日、聖霊降臨のノベナの期間中に、地元の貴族ジャン・ド・フルデンベルグは、数日間に渡り、繰り返し傷に覆われた男性の夢を見た。フルデンベルグが誰であるのかを尋ねると、その男性は「アイザックの礼拝堂に行けば、私が誰であるかを理解できる」と答えた。6月5日、貴族は告げられた礼拝堂に行き、教区司祭のピエール・オストによってミサが行われた。オストはミサを捧げている時、前のミサで使用された聖体の断片が聖体布に残っていることに気付いた。そしてフルデンベルグは夢の意味を理解した。断片は聖体布から取り外せず、出血し始めた。この現象は4日間繰り返された。
正式な調査の結果、1413年5月3日、カンブレの司教ピエール・ダイイは聖体の奇跡の聖遺物への献身を承認し、荘厳な式を執り行った。

## 遺物
1424年1月13日、教皇マルティヌス5世は、Bois-Seigneur-Isaac修道院の建設を承認した。血で染まった聖体布は、修道院の礼拝堂に安置されている。